# Sepp Heindl
Sepp Heindl (* 31. Januar 1915; † 24. Juni 1965) war ein deutscher Kommunalpolitiker (CSU).

## Werdegang
Heindl war von Beruf Kaufmann. Vom 11. Juni 1961 bis zu seinem Tod war er Oberbürgermeister von Rosenheim. 